# Cumminsiella umbrosa
Cumminsiella umbrosa är en svampart som beskrevs av J.F. Hennen & Cummins 1973. Cumminsiella umbrosa ingår i släktet Cumminsiella och familjen Pucciniaceae.   Inga underarter finns listade i Catalogue of Life.